# Johannes Orasmaa

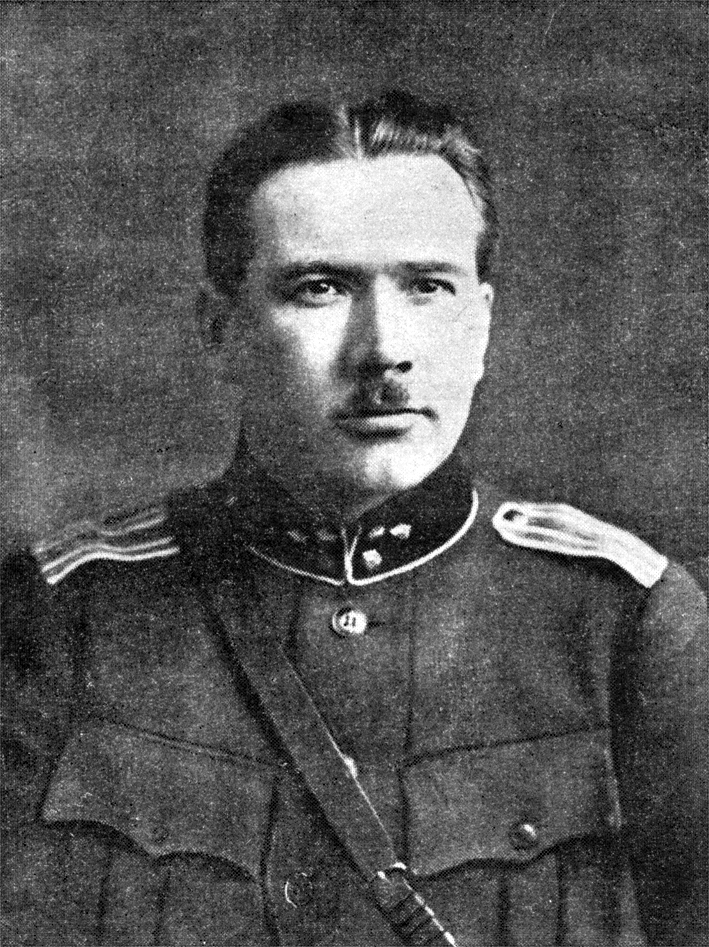
Hauptmann Johannes Roska

Johannes Orasmaa (Geburtsname: Johannes Roska; * 3. Dezember 1890 in Joala, Virumaa, Gouvernement Estland, Russisches Kaiserreich; † 24. Mai 1943 in der Oblast Kirow, Russische Sozialistische Föderative Sowjetrepublik, Sowjetunion) war ein estnischer Offizier, der als Generalmajor (Kindralmajor) zwischen 1925 und 1940 Kommandeur des Verteidigungsbundes (Kaitseliit) sowie von 1939 bis 1940 einer der stellvertretenden Oberbefehlshaber der Armee (Rahvavägi) war.

## Leben

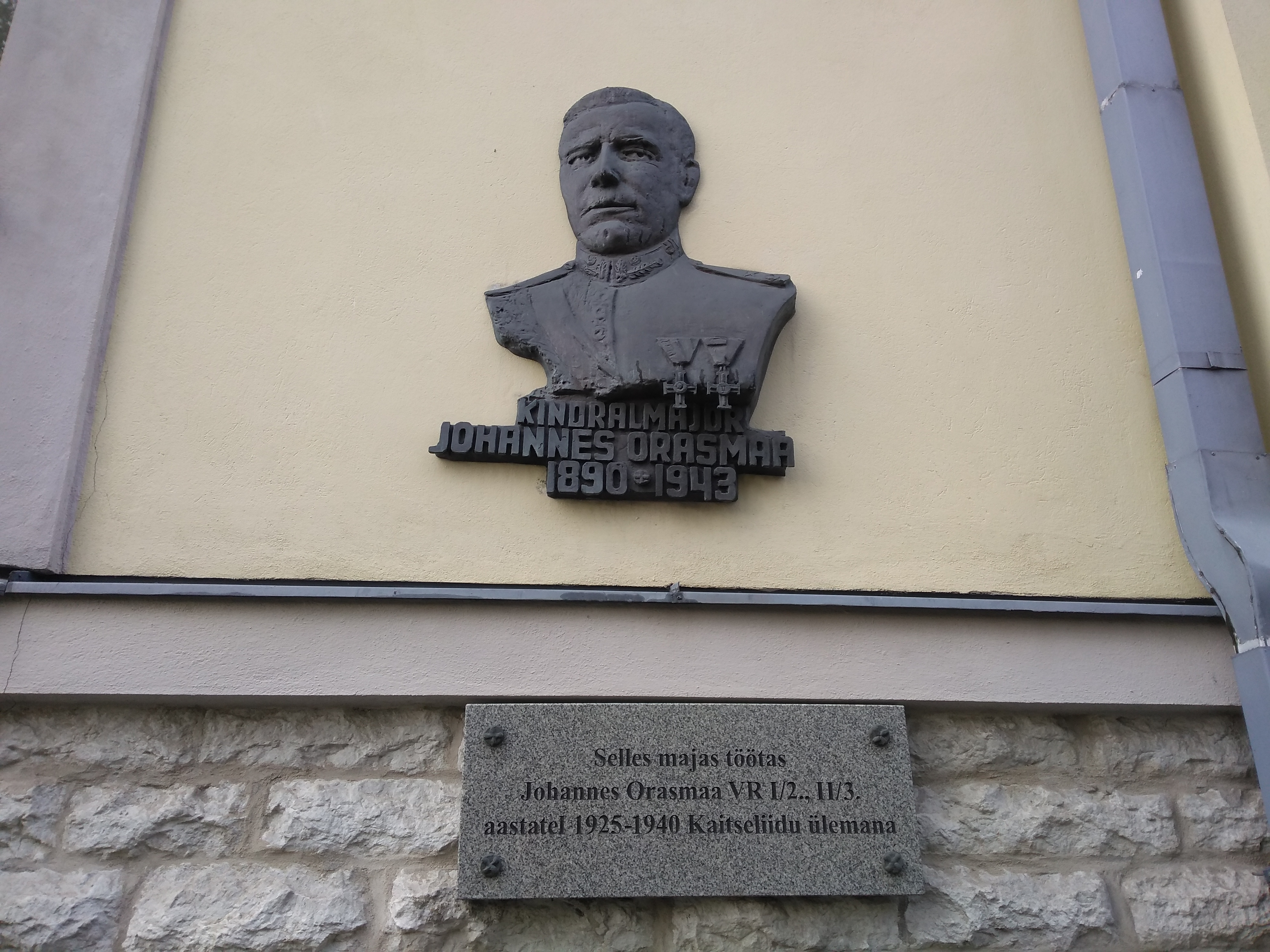
Flachrelief zu Ehren von Generalmajor Johannes Orasmaa am Stabsgebäude des Verteidigungsbundes in Tallinn.

Der als Johannes Roska geborene Johannes Orasmaa, Sohn von Andreas Gustaf Roska, absolvierte nach dem Schulbesuch eine Offiziersausbildung an der Wladimir-Militärschule, wurde nach deren Abschluss am 19. August 1913 als Unterleutnant in die Kaiserlich Russische Armee übernommen und nahm am Ersten Weltkrieg teil. 
Nach der Unabhängigkeit Estlands am 24. Februar 1918 wurde er als Offizier in die Armee (Rahvavägi) übernommen und nahm am Estnischen Freiheitskrieg (1918 bis 1920) teil. In dieser Zeit war er als Hauptmann (Kapten) Batteriechef im 1. und später im 2. Artillerie-Regiment, ehe er am 22. Oktober 1919 selbst Kommandeur des 2. Artillerieregiments wurde. Am 12. Februar 1920 wurde er zum Oberstleutnant (Kolonelleitnant) befördert und war zwischen 1920 und 1921 stellvertretender Kommandeur sowie 1920 zeitweise auch kommissarischer Kommandeur der Panzerzug-Division. Im Anschluss wurde er am 1. Februar 1921 stellvertretender Kommandeur der Panzerzug-Brigade (Soomusrongide Brigaad) und hatte dieses Kommando bis zum 31. Juli 1923 inne, wobei er für seine Verdienste am 7. Oktober und am 2. November 1921 mit dem Freiheitskreuz (Vabadusrist) ausgezeichnet wurde. Während dieser Zeit erfolgte am 22. Februar 1923 seine Beförderung zum Oberst (Kolonel), woraufhin er zwischen dem 1. August 1923 und dem 10. Februar 1925 Kommandeur des 2. Panzerzug-Regiments (2. Soomusrongi Rügement) war. Am 28. November 1924 wurde er mit dem lettischen Lāčplēsis-Orden Dritter Klasse ausgezeichnet, dem sogenannten „Bärentöterorden“.
Am 10. Februar 1925 wurde Oberst Roska als Nachfolger von Oberst Aleksander Seimann Kommandeur des Verteidigungsbundes (Kaitseliit), der militärische Freiwilligenverband der estnischen Streitkräfte, der aus ausgebildeten und bewaffneten Zivilisten besteht, die im Kriegsfall oder für paramilitärische Hilfsaufgaben mobilisiert werden können. Dieses Kommando hatte er bis zum 28. Juni 1940 inne. Am 30. Oktober 1925 wurde er Kommandeur Zweiter Klasse des Finnischen Ordens der Weißen Rose (Suomen Valkoisen Ruusun ritarikunta) ernannt und am 29. Juni 1927 mit dem Verdienstkreuz der Republik Polen in Gold (Złoty Krzyż Zasługi) ausgezeichnet. Am 20. Februar 1928 erfolgte seine Beförderung zum Generalmajor (Kindralmajor) und am 10. April 1929 seine Ernennung zum Großoffizier des lettischen Drei-Sterne-Ordens (Triju Zvaigžņu ordenis). Am 20. April 1929 erhielt er zudem die Gedenkmedaille des Estnischen Roten Kreuzes (Eesti Punane Rist).
Generalmajor Johannes Roska, der am 18. Juni 1935 seinen Namen offiziell in Johannes Orasmaa änderte, war zwischen 1939 und 1940 dritter stellvertretender Oberbefehlshaber der Armee (Rahvavägi) und damit einer der Vertreter des Oberbefehlshabers General Johan Laidoner. Am 28. Juni 1940 wurde er als Kommandeur des Verteidigungsbundes entlassen und in die Reserve versetzt. Während der Okkupation Estlands durch die Sowjetunion 1940 wurde er am 19. Juli 1940 verhaftet und verstarb am 24. Mai 1942 in einem Gefängnis-Arbeitslager in der Oblast Kirow.
Johannes Orasmaa war seit dem 6. April 1920 mit Anna Minna Leelbiks verheiratet.